# گمینا نووی دوور
گمینا نووی دووُر (به لهستانی:  Gmina Nowy Dwór) یک گمینا در لهستان است که در شهرستان سوکوئکا واقع شده‌است. گمینا نووی دووُر ۱۲۰٫۸۸ کیلومتر مربع مساحت و ۲٬۹۲۷ نفر جمعیت دارد.